# Maiorca
Maiorca es una vila y freguesia portuguesa del municipio de Figueira da Foz, en el distrito de Coímbra. Comprende un área de 25,14 km². De acuerdo al censo de 2011, su población era de 2634 habitantes y la densidad de población de 104,8 hab/km².

## Demografía
| Población de la freguesia de Maiorca | Población de la freguesia de Maiorca | Población de la freguesia de Maiorca | Población de la freguesia de Maiorca | Población de la freguesia de Maiorca | Población de la freguesia de Maiorca | Población de la freguesia de Maiorca | Población de la freguesia de Maiorca | Población de la freguesia de Maiorca | Población de la freguesia de Maiorca | Población de la freguesia de Maiorca | Población de la freguesia de Maiorca | Población de la freguesia de Maiorca | Población de la freguesia de Maiorca | Población de la freguesia de Maiorca |
| ------------------------------------ | ------------------------------------ | ------------------------------------ | ------------------------------------ | ------------------------------------ | ------------------------------------ | ------------------------------------ | ------------------------------------ | ------------------------------------ | ------------------------------------ | ------------------------------------ | ------------------------------------ | ------------------------------------ | ------------------------------------ | ------------------------------------ |
| 1864                                 | 1878                                 | 1890                                 | 1900                                 | 1911                                 | 1920                                 | 1930                                 | 1940                                 | 1950                                 | 1960                                 | 1970                                 | 1981                                 | 1991                                 | 2001                                 | 2011                                 |
| 2 653                                | 2 705                                | 2 423                                | 2 483                                | 2 852                                | 2 682                                | 2 846                                | 3 111                                | 3 258                                | 3 226                                | 3 372                                | 3 337                                | 2 825                                | 3 006                                | 2 634                                |

## Etimología
El nombre de Maiorca procede del árabe, en concreto las palabras "mal" y "horca" ("mucho" y "estrecho" respectivamente). Estos términos fueron utilizados debido a la localización original de la población, la cual se encuentra entre dos bifurcaciones del río Mondego.

## Historia
En 1194, el Monasterio de Santa Cruz otorgó a la población el estatus de foral.
Hasta principios del siglo XIX estuvo constituido el coto de Maiorca. En 1801 su población era de 2613 habitantes. A partir de 1853 pasó a ser la sede del concelho, el cual estuvo formado por las freguesias de Alhadas (separada de Moinhos da Gândara), Brenha, Ferreira-a-Nova, Santana, Maiorca y Quiaios.
En 1846 la población íntegra del concelho era de 12 846 habitantes. El área del antiguo municipio corresponde a la zona norte del actual municipio de Figueira da Foz a excepción de las freguesias urbanas.

## Patrimonio
- Paço de Maiorca o Paço de los Viscondes de Maiorca
- Casa de la Quinta o Casa de la Bahía
- Iglesia Matriz de la Paróquia del Santíssimo Salvador de Maiorca o Iglesia Paroquial del Santíssimo Salvador de Maiorca
- Capela de Nuestra Señora de la Encarnação
- Capela de Nuestra Señora de la Piedad
- Capela de Santo Amaro
- Capela de Son Bento
- Capela del Divino Señor Bueno Jesús de la Paciencia
- Palacio del Consejero Lopes Blanco